# Siegfried Assmann
Siegfried Johann Assmann (* 1. Februar 1925 in Kirchplatz, Provinz Posen; † 7. Juni 2021 in Hamburg) war ein deutscher Maler und Bildhauer, der insbesondere im Bereich der Glasmalerei hervortrat. Siegfried Assmann wohnte und arbeitete bis zu seinem Tod in Großhansdorf bei Hamburg.

## Leben
Siegfried Assmann studierte ab 1947 Malerei, Wandgestaltung und Grafik auf der Landeskunstschule in Hamburg, gemeinsam mit Mitstudierenden wie Horst Janssen, Paul Wunderlich und Siegfried Oelke. Plastische Gestaltung erlernte er im Atelier von Carolus Voigt, bei einem Aufenthalt in Überlingen am Bodensee den Umgang mit farbigem Glas. 1952 hatte Assmann einen ersten großen Erfolg, als er einen öffentlichen Wettbewerb zur Gestaltung eines Bleiglasfensters in der Kreuzkirche in Hamburg-Ottensen gewann. Nach diesem Durchbruch verzeichnete Assmann zahlreiche weitere Aufträge insbesondere im norddeutschen Raum, die sich nicht nur auf sakrale Themen beschränkten, obwohl diese stets ein Schwerpunkt seiner Arbeit blieben. Anfang der 1960er Jahre verlagerte sich seine Tätigkeit zunehmend auf den Bereich der Plastik. So schuf er die Figurengruppe Charon für die 1962 eingeweihte Gedenkstätte in Gudendorf/Dithmarschen, im Rahmen von „Kunst im öffentlichen Raum“ zum Beispiel in Hamburg-Volksdorf die Skulptur des Blumenmädchens Eliza und den Dachreiter Zwei kämpfende Hähne.
Siegfried Assmann verstarb am 7. Juni 2021 im Alter von 96 Jahren in Großhansdorf.

## Werke (Beispiele)
In den knapp siebzig Jahren seines künstlerischen Wirkens schuf Siegfried Assmann ein facettenreiches und vielfältiges Œuvre, das heute an vielen Orten im Norden Deutschlands zu finden ist, u. a.:
- 1953: Zwei Seitenschiff-Fenster für die Kreuzkirche in Hamburg-Ottensen
- 1954: Altarrundfenster für die Auferstehungskirche in Hamburg-Lurup
- 1954: Altarrundfenster für die Martin-Luther-Kirche in Hamburg-Iserbrook
- 1954: Altarrundfenster und Altarkreuz (Eiche) für die Segenskirche in Barsbüttel
- 1956: Altarrundfenster und Tympanonfenster für die St. Franziskus-Kirche in Schwarzenbek
- 1956: Taufbecken (Muschelkalk) für die St. Stephan-Kirche in Hamburg-Wandsbek
- 1956: Zwei Seitenfenster für die Versöhnungskirche in Hamburg-Eilbek
- 1957/1958: Vier Chorfenster und mehrere Seitenfenster für die Marktkirche in Hamburg-Blankenese
- 1957: Treppenhausfenster für die Klaus-Groth-Schule in Bad Oldesloe
- 1958: Großes Chorfenster für die Kirche Zu den zwölf Aposteln in Hamburg-Lurup
- 1958: Altarrundfenster für die Friedhofskapelle in Wentorf bei Hamburg
- 1959: Tauffenster für die Kreuzkirche in Büdelsdorf
- 1959: Altarfenster für die Maria-Magdalenen-Kirche in Mustin
- 1959: Claus-Harms-Fenster für die St. Nikolai-Kirche in Kiel
- 1960: Altarfenster für die Peter-Paul-Kirche in Bad Oldesloe
- 1960: Altarfenster, Altarkreuz (Bronze) und Leuchter für die Tornescher Kirche
- 1960: Altarfenster und zwei Außenreliefs (Kunststein) für die Auferstehungskirche in Großhansdorf-Schmalenbeck
- 1960: Rundfenster, Kruzifix (Holz), Holfreliefs sowie Wandmosaik für die St. Stephan-Kirche in Hamburg-Wandsbek
- 1961: Chorfenster und zwei Rundfenster für die St. Michaelis-Kirche in Eutin
- 1962: Altarseitenfenster, Altarwand (Ziegel) und Altargerät für die Paulskirche in Schenefeld
- 1962: Altarfenster für die Kirche in Klein Wesenberg
- 1962: Seitenfenster und Altarkreuz (Bronze) für die Christuskirche in Hamburg-Eidelstedt
- 1962: Altarfenster für die St. Gertrud-Kirche in Lübeck-St. Gertrud
- 1962: Gedenkstätte in Gudendorf
- 1963: Verglasung der Stadtkirche St. Nicolai in Westerland/Sylt
- 1963: Mahnmal für die Opfer aller Kriege in Husum
- 1963: Gedenkrelief für Henry Dunant in Kiel
- 1964: Tauffenster und Altarfenster für die St. Christian-Kirche in Garding
- 1965: Verglasung und Kruzifix (Bronze) für die Thomaskirche in Schulensee
- 1965–1969: Verglasung der St. Johannes-Kirche (Dom) in Meldorf
- 1965: Seitenfenster und Altarkreuz (Bronze) für die Friedenskirche in Kisdorf
- 1966: „Familiengruppe“ (Bronze) in Heide
- 1966: Altarfenster und Altargerät für die St. Fabian- und St. Sebastian-Kirche in Bad Schwartau-Rensefeld
- 1967: Altarfenster und Altaraufsatz (Bronze) für die Kreuzkirche in Hamburg-Ottensen
- 1967: Altarfenster und Seitenfenster für die Christuskirche in Pinneberg
- 1967: „Ikarus“ (Bronze) an der Grundschule in Kiel-Suchsdorf
- 1968: Verglasung und Altarwand (Beton, Ziegel) für die Gnadenkirche in Hamburg-Lohbrügge
- 1968: „Hochzeit zu Kana“ (Bronzerelief) für die St. Stephan-Kirche in Hamburg-Wandsbek
- 1970: Altarwand (Beton) für die Gnadenkirche in Schmalfeld
- 1970: „Knospenturm“ (Bronze) in Pinneberg
- 1970: „Turner“ (Bronzerelief) in der Grundschule Lütau
- 1970: Seitenfenster für die Hermann-Ehlers-Akademie in Kiel-Projensdorf
- 1971: „Tanzendes Insekt“ (Bronze) an der Georg-Kerschensteiner-Schule in Pinneberg
- 1971: „Der Kreidekreis bzw. Salomonisches Urteil“ (Bronzerelief) im Amtsgericht Norderstedt
- 1974–1975: Verglasung und Ausstattung für die Kapelle im Kloster Nütschau
- 1975: Altarfenster und Altarkreuz (Bronze) für die Immanuelkirche am Roland in Wedel
- 1977: Seitenfenster für die St. Johannis-Kirche in Hamburg-Steilshoop
- 1978: „Menschenspirale“ (Bronze) in Heide
- 1979: „Bürger einer Stadt“ (Bronze) in Bad Oldesloe
- 1980: „Ballwerfer“ (Bronze) an der Grundschule in Trittau
- 1981: Verglasung der Kirche Jesu Guter Hirt in Bad Bramstedt
- 1984: „Schusterjunge“ (Bronze) in Heide
- 1984: „Baum der Emotionen“ (Bronze) am Gymnasium in Glinde
- 1984: Gedenkstätte für Euthanasieopfer der Stiftung Alsterdorf in Hamburg-Alsterdorf
- 1984: Verglasung im Forum des Gymnasiums in Trittau
- 1984: „Jahreszeiten“ (Lichtsäule) im Lubinus-Clinicum in Kiel-Projensdorf
- 1984: „Ringturnerin“ (Bronze) an der Grundschule Altgemeinde Schenefeld
- 1985: „Eliza“ (Bronze) in Hamburg-Volksdorf – nach dem Musical „My Fair Lady“
- 1985: „Streithähne“ (Bronze) am Amtsgericht in Bad Segeberg
- 1985: „Bogenschütze“ (Bronze) an der Kreissporthalle in Bad Segeberg
- 1988: Altarfenster und Altarraumgestaltung (Bronze) für die Kirche St. Franz Joseph in Hamburg-Harburg
- 1988: Kruzifix für die Heilig-Kreuz-Kirche in Hamburg-Neugraben-Fischbek
- 1988: „Das Gespräch“ (Bronze) in Schneverdingen
- 1989: „St. Georg-Brunnen“ (Bronze) in Heide
- 1991: „De Utroper“ in Hohenwestedt
- 1992: „Ochsentränke“ (Bronze) in Hohenwestedt
- 1992: Zwei Giebelfenster für die St. Johannis-Kirche in Hamburg-Steilshoop
- 1996: Tauffenster für die Kirche Guter Hirt in Winsen (Luhe)
- 1999: Fassadenbild für die Heilig-Geist-Kirche in Großhansdorf
- 1999: „Ochsenauftrieb“ (Bronzerelief) in Kropp
- 2000: „Gettorfer Teufel“ in Gettorf
- 2004: Altarfenster im Raum der Stille des Klinikums in Bad Oldesloe
- 2005: „Super Nova“ (Wandbild) im Gymnasium in Trittau
- 2008: Tauffenster für das evangelische Gemeindezentrum in Holm
- 2015: „Hahnbeermann mit Boßelkugel, Tünn und Hahn“ (Bronze) in Heide
- 2016/2019: Drei Fenster für die Kirche Zu den heiligen Engeln in Glinde
- 2017–2019: „Jung mit'n Tüdelband“ (Bronze) in Hamburg-Neustadt

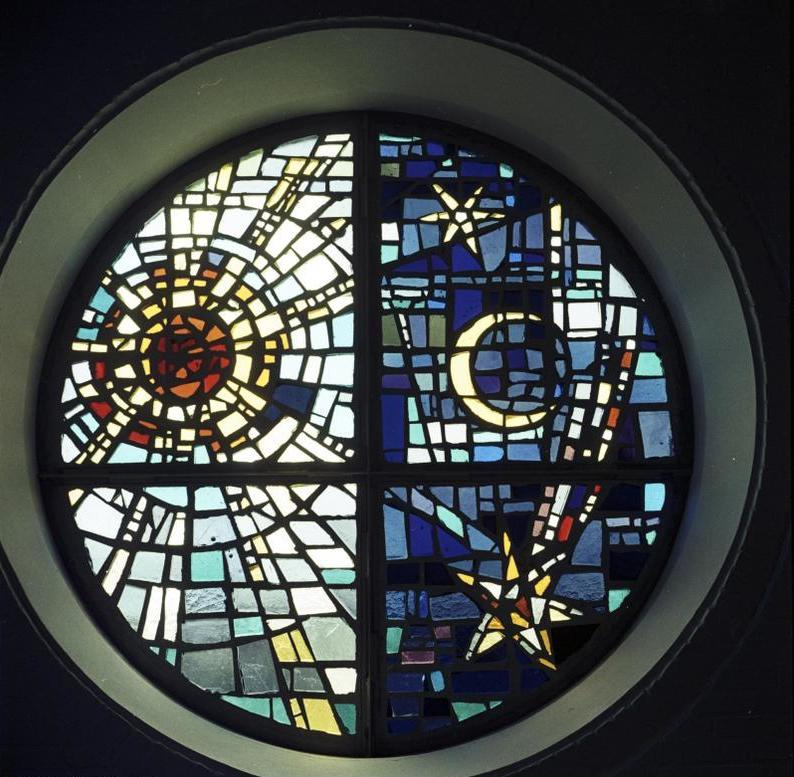
Schöpfungsfenster in der Thomaskirche (Schulensee)
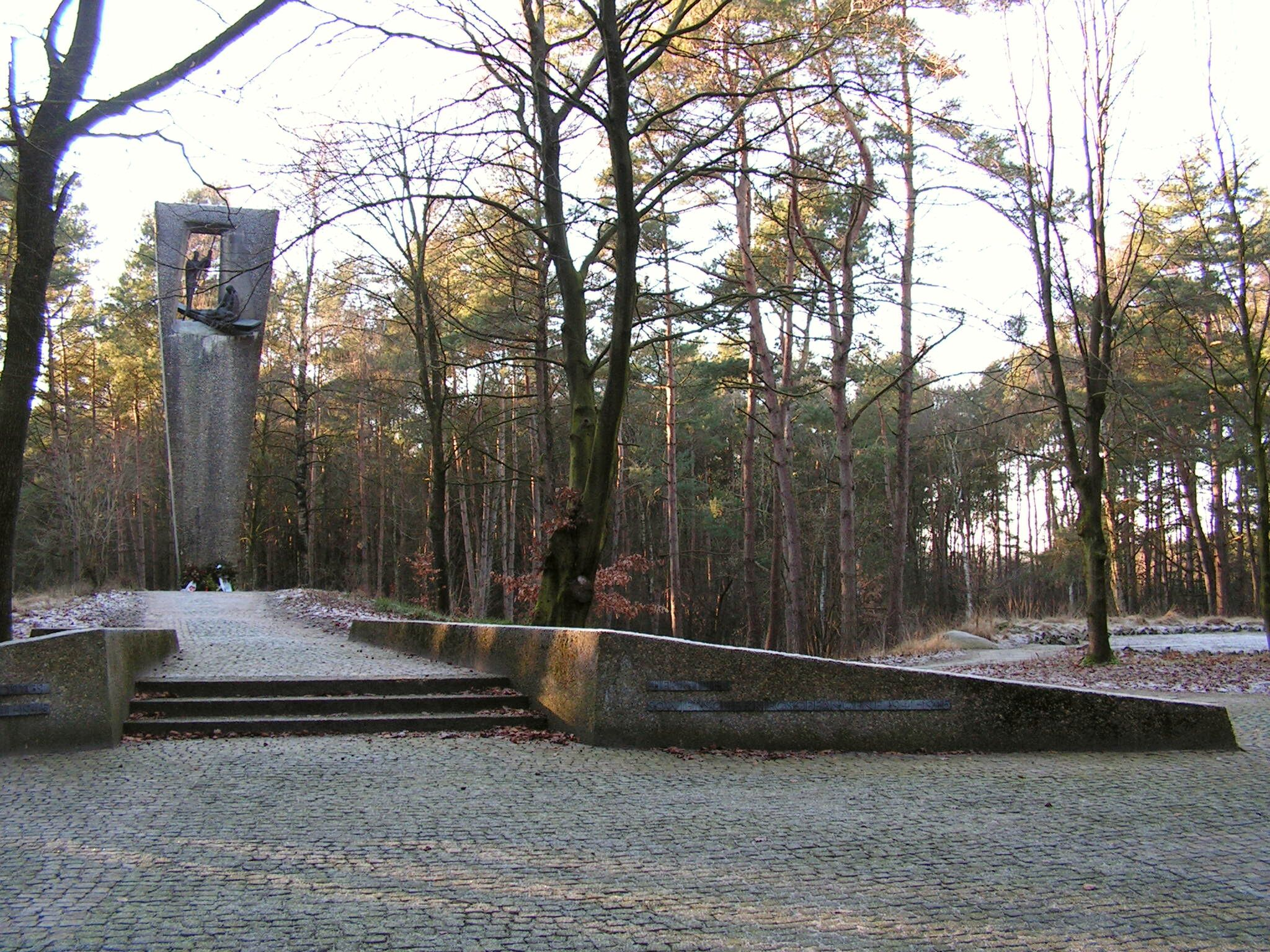
Gedenkstätte Gudendorf (Gesamtansicht)
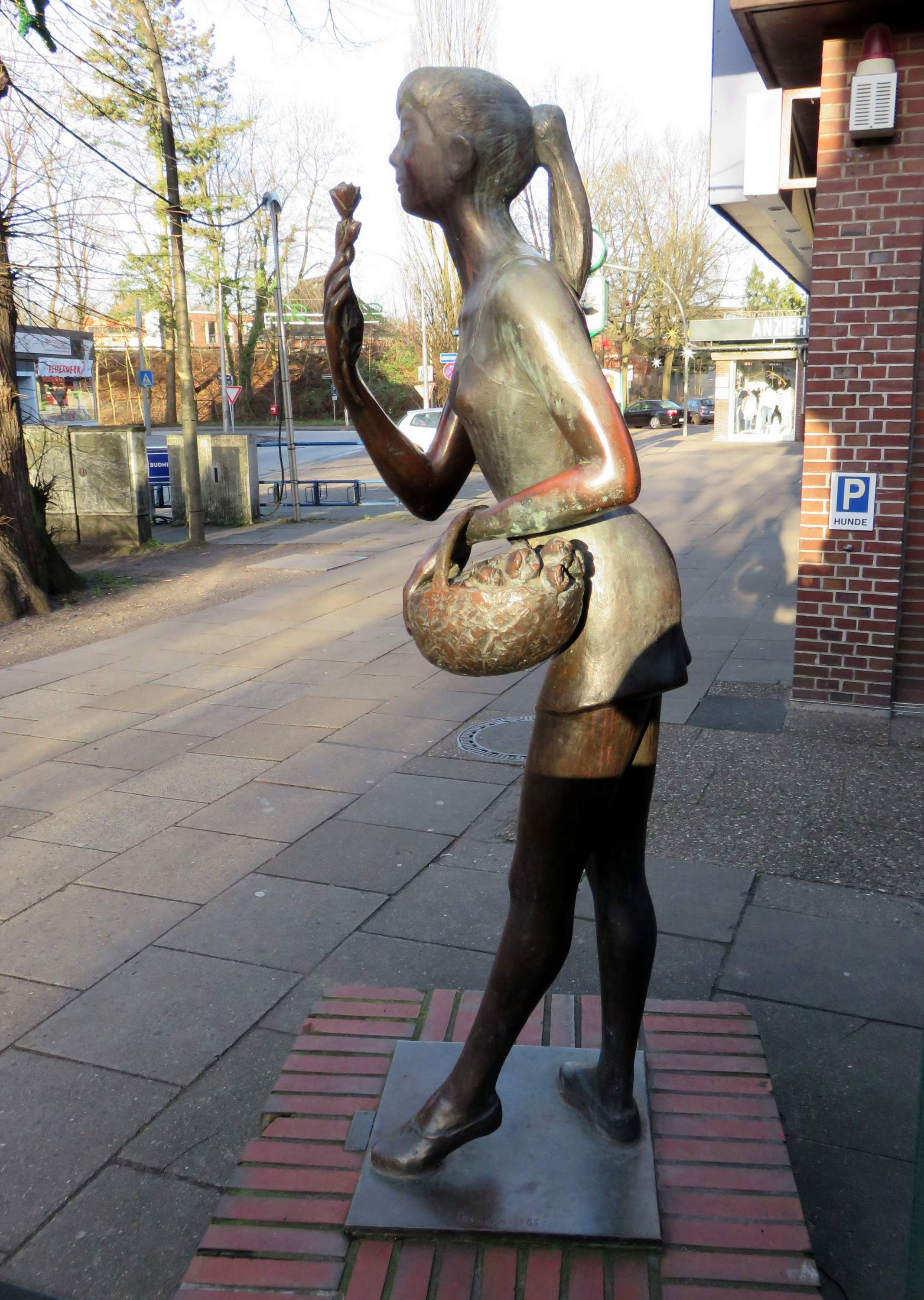
Eliza, Bronzeskulptur in Hamburg-Volksdorf von 1985
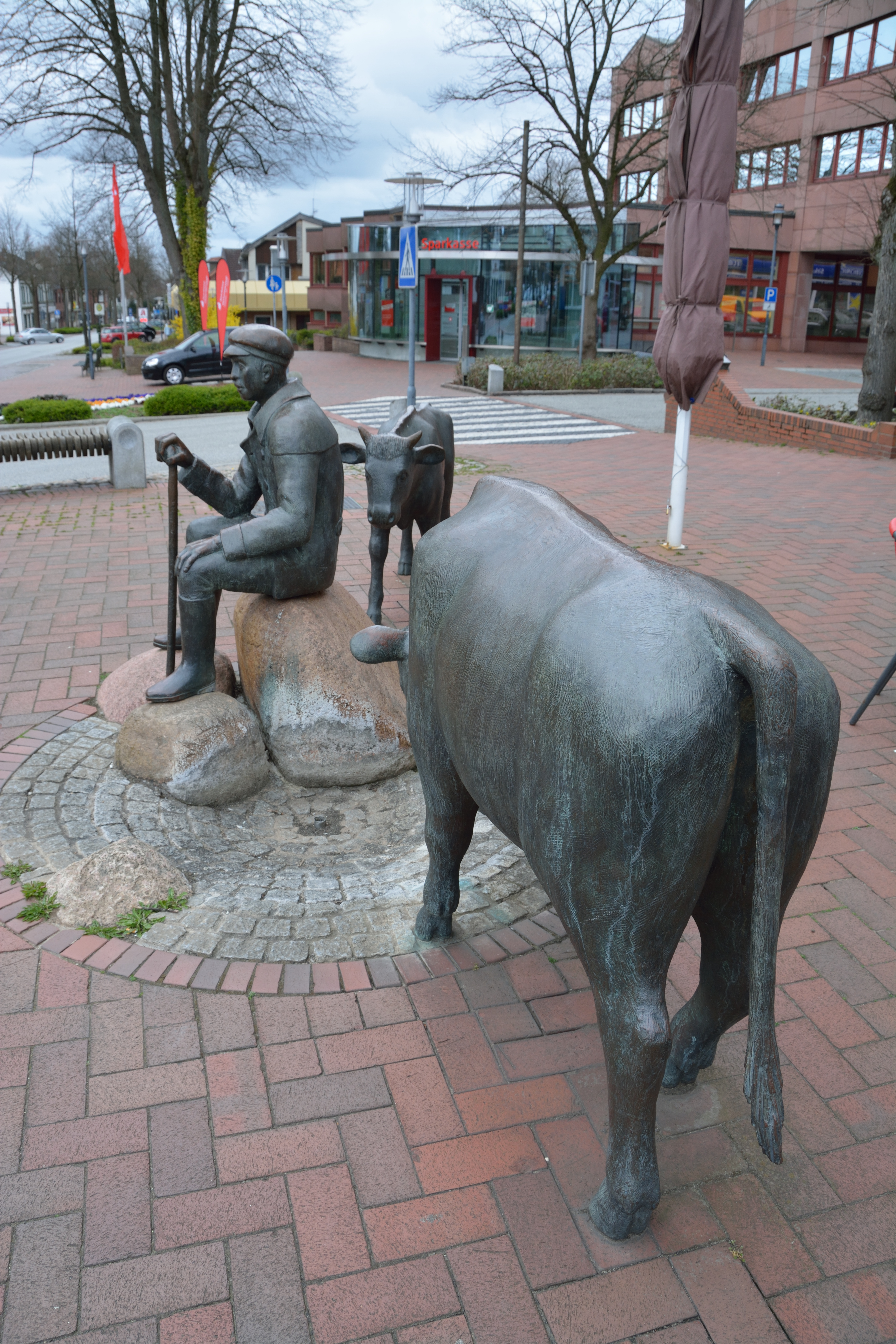
Ochsentränke in Hohenwestedt von 1992
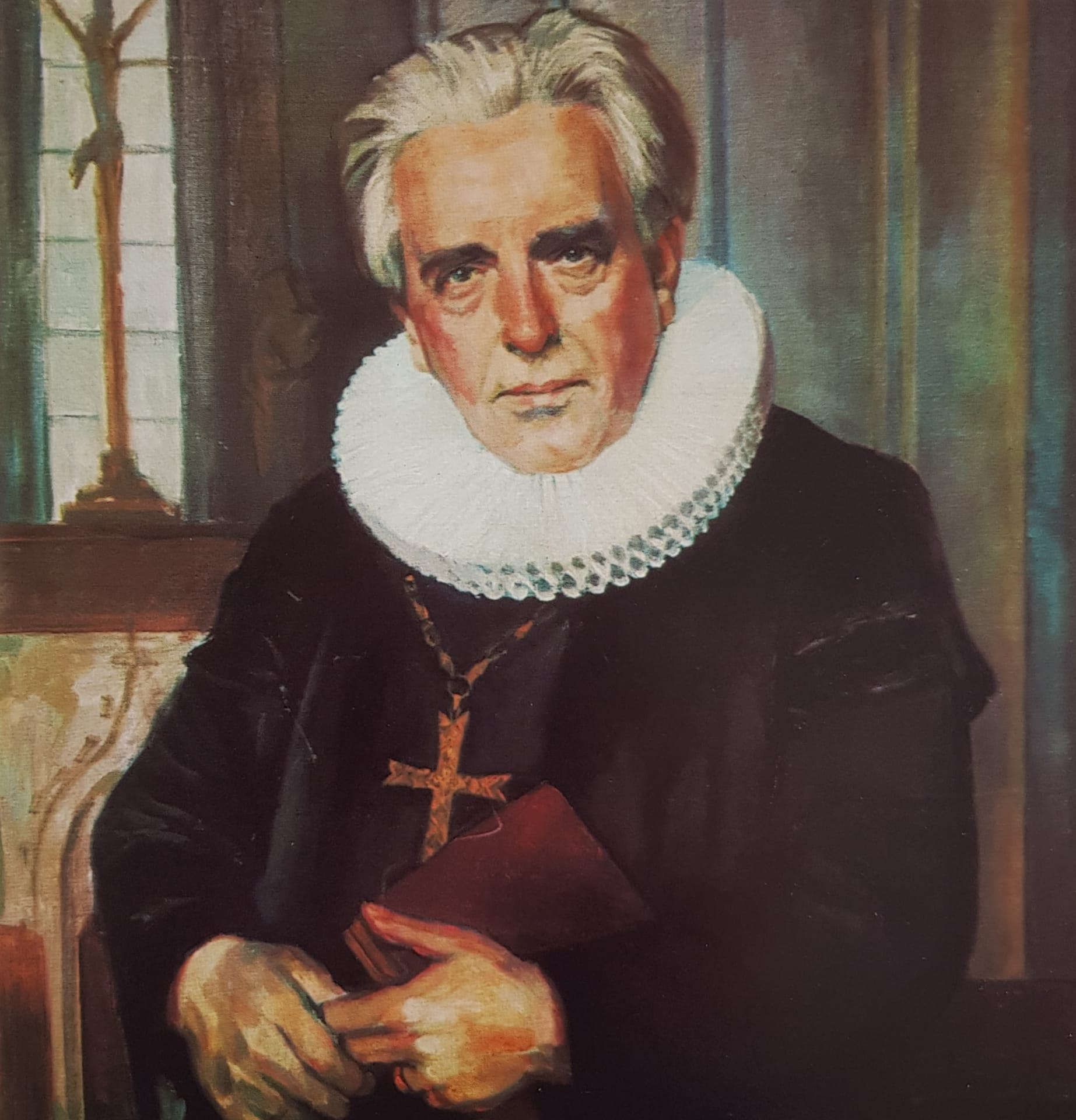
Gemälde des Bischofs Theodor Knolle von Siegfried Assmann (1956) in der Hauptkirche St. Petri in Hamburg